# Erlensteg von Bieber
Erlensteg von Bieber ist ein etwa 75,2 Hektar großes Naturschutzgebiet (NSG-Kennung 1413002) in der Gemarkung des Stadtteils Bieber der hessischen Großstadt Offenbach am Main. Es enthält wertvolle Feuchtwiesen, seltene Waldgesellschaften, Brachflächen trockener Standorte sowie Biotope aus Sauergrasgewächsen und Niedermoorpflanzen. Das Gebiet steht seit März 1996 unter Naturschutz.
Der Wald umfasst etwa drei Viertel des Gebiets. Nur im nordwestlichen Viertel liegen extensives Mähgrünland und kleine Felder. Auf den Feuchtwiesen gedeiht das Breitblättrige Knabenkraut.